# Giuseppe Calligaris
Giuseppe Callegaris (Forni di Sotto, 26 ottobre 1876 – Povoletto, 31 marzo 1944) è stato un chirurgo italiano specializzato in neurologia e psichiatria.
Dimostrò che la struttura interna del corpo umano e il tessuto cutaneo che lo riveste sono in relazione tra loro, ipotizzò l’esistenza di linee e placche cutanee corrispondenti allo stato mentale del paziente. Ogni stimolazione di un dito o di un arto provoca nel paziente il medesimo riflesso sul corpo e le stesse sensazioni sul piano spirituale.

## Biografia
Giuseppe Calligaris nacque a Forni di Sotto, in Carnia (Udine), il 26 ottobre 1876 da Domenico Calligaris, medico condotto del paese, e da Giuseppina Stampetta, entrambi originari di Magredis di Povoletto, primogenito di tre figli: nacquero in seguito Ferdinando, ingegnere, e Plinio, ragioniere. Dopo aver trascorso la gioventù in Carnia, si iscrisse alla Facoltà di medicina di Bologna, dove si laureò a pieni voti nel 1901 con una tesi dal titolo Il pensiero che guarisce, compilata sotto la guida del professore Augusto Murri, un titolo suggestivo per quell’epoca che vide la nascita della psicanalisi.
Nel 1902 si trasferì a Roma, prima come assistente e poi come aiuto del professore Giovanni Mingazzini. Fra il 1905 e il 1909, pubblicò almeno quindici lavori che ricalcavano gli indirizzi della contemporanea ricerca neuropsichiatrica, ma con una particolare attenzione ai sistemi sensitivi, facendo già trapelare l’indirizzo delle sue future ricerche improntate alla parapsicologia. Nel 1908 presentò all’Accademia medica di Roma una memoria dal titolo La metameria sensitiva spinale, in cui sostenne che la cute dell’uomo si presenta suddivisa da linee speciali, rivolte in quattro direzioni (longitudinale, trasversale, obliqua destra e sinistra), e che tutti i disturbi obiettivi della sensibilità devono essere inquadrati in tale trama regolare avviluppante la superficie del corpo. Il presidente dell’Accademia, il professore Guido Baccelli, nominò una commissione con l’incarico di verificare i dati esposti: la commissione dichiarò che la validità di tale sistema non poteva venir confermata e consigliò all’autore di proseguire le ricerche. Nel 1909 ottenne la libera docenza in neuropatologia, fu segretario al congresso della Società di neurologia e, sempre nello stesso anno, per motivazioni mai apparse chiaramente, abbandonò la carriera universitaria per tornare a Udine, dove col padre aprì la Casa di cura per malattie nervose e del ricambio, di cui il fratello Plinio fu direttore amministrativo. Dapprima abitò nella Casa di cura stessa, nel 1911 costruì a Magredis la sua casa, alla quale sarebbe rimasto sempre affezionato.
Allo scoppio della Prima guerra mondiale si arruola come medico volontario, senza furori nazionalistici ma per senso del dovere. Nel ruolo di capitano medico della terza armata e di direttore di un ospedale da campo ha modo di vivere in prima linea l'esperienza della guerra e di formarsi un'opinione assai critica dei comandi dell'esercito, nonché della vuota retorica bellicista. L’esperienza durante la grande guerra, gli ispirò il libro Un medico e la guerra, ponderosa opera di ricordi e personali osservazioni, pubblicata nel 1922. Successivamente partecipò, insieme ad altri noti scrittori, alla stesura de La sagra del medico, volume celebrativo pubblicato per l’inaugurazione a Firenze del monumento dedicato al medico italiano in guerra. Dopo la parentesi della guerra riprese gli studi scientifici e nel 1927 diede alle stampe I riflessi nelle lesioni del sistema motorio extrapiramidale, che sarebbe stato molto usato dagli studenti, procurandogli l’ammirazione del neurologo Giovanni Mingazzini ed una discreta fama. Ma furono soprattutto le sue ricerche sul tema delle “linee cutanee iperestesiche”, presentate all’Accademia di Udine nel 1928 e nel 1929, a farlo diventare un esponente internazionale della parapsicologia. In esse Calligari sostenne che, stimolando con corrente di Faraday di debole intensità, oppure per sfregamento, determinate zone del corpo che si ripetono su tutta la superficie cutanea, secondo precisi criteri geometrici, vengono stimolati non solo determinati sistemi nervosi primari, ma anche organi interni, e vengono richiamati anche sentimenti e sensazioni ben precisi. 
Stimolando determinate linee si evocano i «riflessi cutaneo-viscerali»; stimolandone altre, i «riflessi cutaneo-psichici». A queste linee Calligaris diede il nome di «catene lineari del corpo e dello spirito»; all’incrocio di queste catene si trovano le «placche». Per «caricare» le catene e le placche Calligaris brevettò un martelletto corredato di tre cilindretti lievemente rastremati, con base perfettamente piana e di diametro diverso da 8 a 13 millimetri; l’insieme di questi strumenti costituì la “Trousse” di Calligaris. La fama lo portò ad essere uno dei periti al processo dello “smemorato di Collegno”. Dagli inizi degli anni Trenta le sue pubblicazioni ebbero come argomento principale: la telepatia, la chiaroveggenza, la metapsichica sempre in rapporto alla stimolazione delle catene lineari e delle placche cutanee.
Negli ultimi anni il suo senso critico venne soverchiato dall’immaginario sul quale operava un pensiero ancora logico. In merito alla verifica dei suoi esperimenti, si deve dire che Caligaris stesso, descrivendo le modalità con cui venivano eseguiti, mise in evidenza che i soggetti erano molto sensibili e accondiscendenti o con gravi danni neurologici: questa è la ragione principale che causò la difficoltà maggiore alla loro riproducibilità e alla possibilità di essere convincenti. I suoi pochi svaghi furono quelli della lettura, specie dei classici antichi, e della cetra, che suonava sulla terrazza della sua casa di Magredis. Lavorò e scrisse fino alla morte che sopraggiunse per le complicanze del diabete il 31 marzo 1944, assistito dall’arcivescovo Giuseppe Nogara, col quale aveva tenuto lunghi colloqui. Lasciò per testamento la sua biblioteca, in gran parte scientifica, alla Biblioteca civica Joppi di Udine. La casa, col suo studio, dal sobrio arredo fedelmente ricomposto, e con tutti i suoi manoscritti, restò ad una nipote. Scrisse una ventina di corposi volumi e oltre cinquanta articoli su riviste italiane, tedesche e francesi.